# جرح المليون دولار
جرح المليون دولار ((بالإنجليزية: Million-dollar wound)، في العامية الأمريكية) أو الجرح الخطير ((بالإنجليزية: Blighty wound)، في العامية البريطانية) هي مصطلحات عسكرية عامية توصف بها نوعية من الجروح الخطيرة التي يتعرض لها الجنود أثناء الحرب، والتي تجبرهم على التوقف عن القتال مؤقتا. هذه الجروح خطيرة لكنها ليست قاتلة ولا معوقة بشكل دائم.

## وصف
في مذكراته عن الحرب العالمية الثانية بعنوان مع السلالة القديمة، كتب يوجين سليدج أنه خلال معركة أوكيناوا، في اليوم الذي تلى محاولته طمأنة زميل له في مشاة البحرية الأمريكية كان يعتقد أنه سيموت قريبًا بعد إصابة خطيرة تعرض لها:
لفرحتي الشديدة، رأيت الصديق الذي كنت قد تحدثت معه في الليلة السابقة. كان يبدو عليه الانتصار والرضا، صافحني بحرارة، وابتسم وهو يُنقل على نقالة وقد لفّ قدمه بضمادة دامية. لقد كتب له الله — أو الصدفة، حسب إيمان المرء — النجاة، ورفعت عنه أعباء الخوف والرعب من المعارك، بعدما أُصيب بما يُسمى "جرح المليون دولار"، وهو الجرح الذي يُخرج الجندي من الحرب دون أن يودي بحياته. لقد أدى واجبه، وانتهت الحرب بالنسبة له. كان يتألم، لكنه كان محظوظًا. فكثيرون غيره لم يكونوا بذلك الحظ خلال اليومين الماضيين.

أما المصطلح جرح بلايتي، فهو مصطلح عامي بريطاني يعود لفترة الحرب العالمية الأولى. كان الجسر 6D فوق نهر يزر يُعرف باسم "جسر بلايتي" بسبب عدد الضحايا الذين عانوا من عبوره ليلاً تحت نيران العدو.

## في الثقافة الشعبية
في فيلم فورست غامب، أصيب بطل الفيلم برصاصة في مؤخرته أثناء خدمته في حرب فيتنام، مما جعله خارج الخدمة لعدة أشهر (فيم تلى كان ذلك بمثابة نهاية خدمته العسكرية، ولكن لأسباب غير ذات صلة). وبسبب ذكاء جامب الأقل من المتوسط، فإنه ذكر في الفيلم مصطلح "جرح المليون دولار" بمعناه الحرفي، حيث قال: "يجب على الجيش أن يحتفظ بهذه الأموال، لأنني لم أرَ سنتاً واحداً من هذا المليون دولار حتى الآن".